# Polypodiaceae
Polypodiaceae é uma família de fetos, que inclui mais de 60 gêneros, divididos em várias tribos, contendo cerca de 1500 espécies, sendo a quarta maior família de plantas vasculares epífitas. No entanto, a grande quantidade de homoplasias de caracteres morfológicos pode refletir em erros na filogenia do grupo.  A maioria dos taxa incluídos nesta família são epífitos (87% das espécies), mas alguns são saxícolas e terrestres. Se destacam por ser um grupo rico em espécies, diverso e abundante de epífitas vasculares nas florestas tropicais e subtropicais nos paleotrópicos.

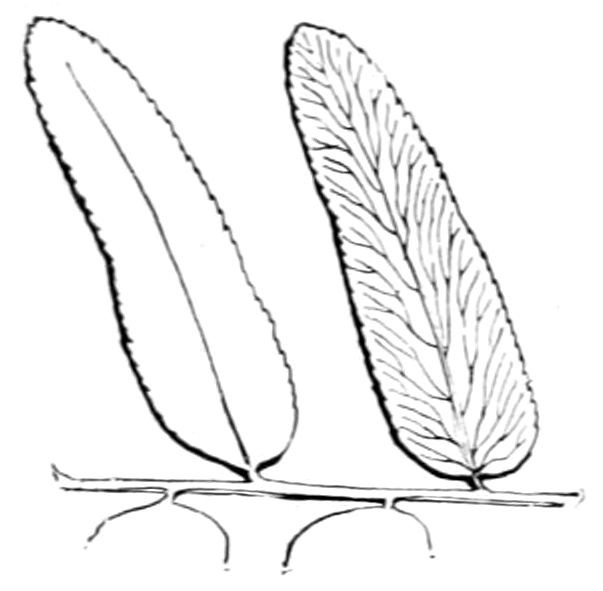
Ilustação de Polypociaceae epífita

## Descrição
Os caules dos gêneros incluídos na família Polypodiaceae variam entre erectos e rastejantes. As frondes são inteiras, pinatifendidas ou com diversos tipos de formas entre o partido e o pinado. Os pecíolos não têm estípulas e contém um ou dois feixes vasculares . Os rizomas são escamosos e geralmente rastejantes e dorsiventrais. Os esporos são redondos, reniformes e monoletos, sem clorofila na maturidade armazenados dentro de um leptosporângio. Os gametófitos dessa família são filamentosos em forma de tira e, por serem tolerantes a dessecação, são de vida longa.
Exemplos notáveis de fetos pertencentes a esta família incluem Pleopeltis polypodioides e Phlebodium aureum.

## Distribuição

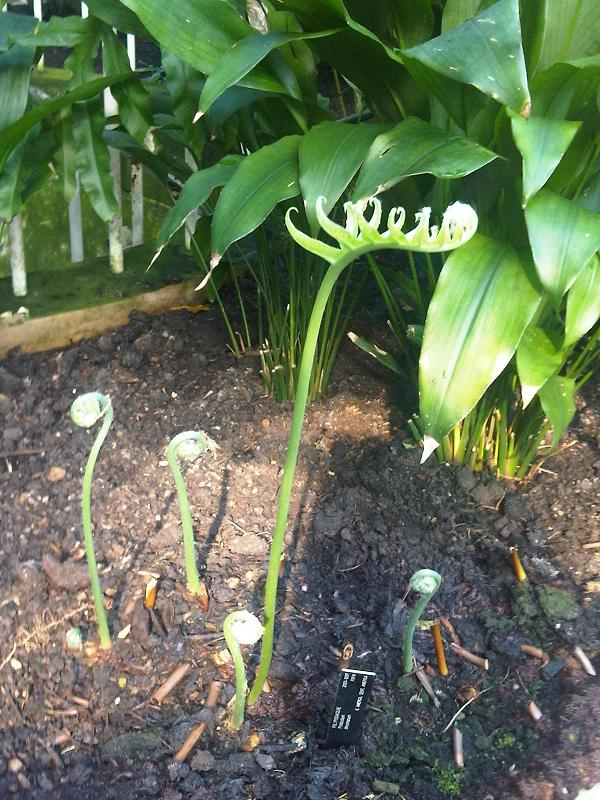
Polipodiaceae apresentam vernação circinada

Estima-se que a família tenha se originado no Novo Mundo e passaram por diversos eventos de dispersão pelo Oceano Atlântico. Sua diversificação ocorreu em união à colonização de ambientes na Cordilheira dos Andes estando relacionada aos diferentes climas e fatores ambientais da região.  A maioria das espécies da família Polypodiaceae encontram-se em climas úmidos, com destaque para as florestas hiper-úmidas. Nas zonas temperadas, a maioria das espécies é epífita ou epipétrica. São componentes importantes da vegetação tropical estando presentes em todos os domínios (Amazônia, Caatinga, Cerrado, Mata Atlântica, Pampa, Pantanal) e estados brasileiros sendo que 69 espécies são endêmicas do Brasil.
| Estado              | Nº de Espécies |
| ------------------- | -------------- |
| Acre                | 29             |
| Alagoas             | 15             |
| Amapá               | 19             |
| Amazonas            | 64             |
| Bahia               | 62             |
| Ceará               | 17             |
| Distrito Federal    | 14             |
| Espirito Santo      | 79             |
| Goiás               | 17             |
| Maranhão            | 7              |
| Mato Grosso         | 31             |
| Mato Grosso do Sul  | 24             |
| Minas Gerais        | 95             |
| Pará                | 31             |
| Paraiba             | 8              |
| Paraná              | 70             |
| Pernambuco          | 26             |
| Piauí               | 3              |
| Rio de Janeiro      | 87             |
| Rio Grande do Norte | 4              |
| Rio Grande do Sul   | 45             |
| Rondônia            | 21             |
| Roraima             | 29             |
| Santa Catarina      | 59             |
| São Paulo           | 85             |
| Sergipe             | 6              |
| Tocantins           | 10             |

Vale comentar que o número de espécies para cada estado é baseado na quantidade de nomes aceitos e que dependem da quantidade de pesquisas sobre a família em cada região.

## Classificação
Análises recentes de filogenética molecular conduziram à divisão da família Polypodiaceae em 5 subfamílias e a inclusão de generos que em diferentes tempos foram integrados em outras famílias, incluindo as Drynariaceae, Grammitidaceae, Gymnogrammitidaceae, Loxogrammaceae, Platyceriaceae e Pleurisoriopsidaceae. Na lista que se segue, os taxa assinalados com o prefixo "(=)" são considerados como sinonimos para a subfamília cujo nome precede, consideradas como taxonomicamente aceitos. Contudo, a equivalência atrás apontada, não implica que a subfamília contém todos os sinonimos do genero previamente considerado.
- Subfamília Loxogrammoideae H.Schneid. 2011

(=) tribo Loxogrammeae R.M.Tryon & A.F.Tryon 1982
(=) família Loxogrammaceae Ching ex Pic.Serm. 1975
Esclerênquima (tecido de suporte) presente apenas nas raízes
- Géneros: Dictymia, Loxogramme

- Subfamília Drynarioideae Crabbe, Jermy & Mickel 1975

(=) tribo Drynarieae Subh.Chandra 1982
(=) tribo Selligueeae (autor?)
(=) família Drynariaceae Ching 1978
Combina fetos dos taxa Drynarioideae e Selligueeae
- Géneros: Aglaomorpha, Arthromeris, Christiopteris, Drynaria, Gymnogrammitis, Paraselliguea, Phymatopteris, Polypodiopteris, Selliguea

- Subfamília Platycerioideae B.K.Nayar 1970

(=) família Platyceriaceae Ching 1978
Frondes com tricomas estelados (radiando de um ponto central).
- Géneros: Platycerium, Pyrrosia

- Subfamília Microsoroideae B.K.Nayar 1970 (como ‘Microsorioideae’)

(=) tribo Microsoreae V.N.Tu 1981
- Géneros: Dendroconche, Goniophlebium, Kaulinia, Kontumia, Lecanopteris, Lemmaphyllum, Lepisorus, Lepidomicrosorium, Leptochilus, Microsorum, Neocheiropteris, Neolepisorus, Paragramma, Phymatosorus, Podosorus, Thylacopteris, Tricholepidium

- Subfamília Polypodioideae B.K.Nayar 1970

(=) tribo Polypodieae Hooker & Lindley ex Duby (sensu Mabberley 2008)
- Fetos não-gramitídeos
- Géneros: Campyloneurum, Microgramma, Niphidium, Pecluma, Phlebodium, Pleopeltis, Pleurosoriopsis, Polypodium, Serpocaulon, Synammia
- Fetos gramitídeos (incluindo a família Grammitidaceae)
- Géneros: Acrosorus, Adenophorus, Calymmodon, Ceradenia, Chrysogrammitis, Cochlidium, Ctenopterella, Dasygrammitis, Enterosora, Grammitis, Lellingeria, Leucostrichum, Luisma, Melpomene, Micropolypodium, Oreogrammitis, Prosaptia (incluindo Ctenopteris), Radiogrammitis, Scleroglossum (incluindo Nematopteris), Terpsichore, Themelium, Tomophyllum, Xiphopterella, Xiphopteris, Zygophlebia

## Filogenia
Polypodiaceae é uma família dentro da classe das Polypodiopsida. O seguinte filograma mostra o relacionamento filogenético entre as subfamílias de Polypodiaceae:
|  | Drynarioideae                                                      |
|  |                                                                    |
|  | \| \| Platycerioideae \| \| \| \| \| \| Microsoroideae \| \| \| \| |
|  |                                                                    |
|  | Platycerioideae                                                    |
|  |                                                                    |
|  | Microsoroideae                                                     |
|  |                                                                    |

|  | Platycerioideae |
|  |                 |
|  | Microsoroideae  |
|  |                 |

|  | Drynarioideae                                                      |
|  |                                                                    |
|  | \| \| Platycerioideae \| \| \| \| \| \| Microsoroideae \| \| \| \| |
|  |                                                                    |
|  | Platycerioideae                                                    |
|  |                                                                    |
|  | Microsoroideae                                                     |
|  |                                                                    |

|  | Platycerioideae |
|  |                 |
|  | Microsoroideae  |
|  |                 |

|  | Drynarioideae                                                      |
|  |                                                                    |
|  | \| \| Platycerioideae \| \| \| \| \| \| Microsoroideae \| \| \| \| |
|  |                                                                    |
|  | Platycerioideae                                                    |
|  |                                                                    |
|  | Microsoroideae                                                     |
|  |                                                                    |

|  | Platycerioideae |
|  |                 |
|  | Microsoroideae  |
|  |                 |

|  | Drynarioideae                                                      |
|  |                                                                    |
|  | \| \| Platycerioideae \| \| \| \| \| \| Microsoroideae \| \| \| \| |
|  |                                                                    |
|  | Platycerioideae                                                    |
|  |                                                                    |
|  | Microsoroideae                                                     |
|  |                                                                    |

|  | Platycerioideae |
|  |                 |
|  | Microsoroideae  |
|  |                 |

## Gêneros com ocorrência no Brasil[4]
- Alansmia M. Kessler, Moguel, Sundue & Labiak

- Campyloneurum C.Presl

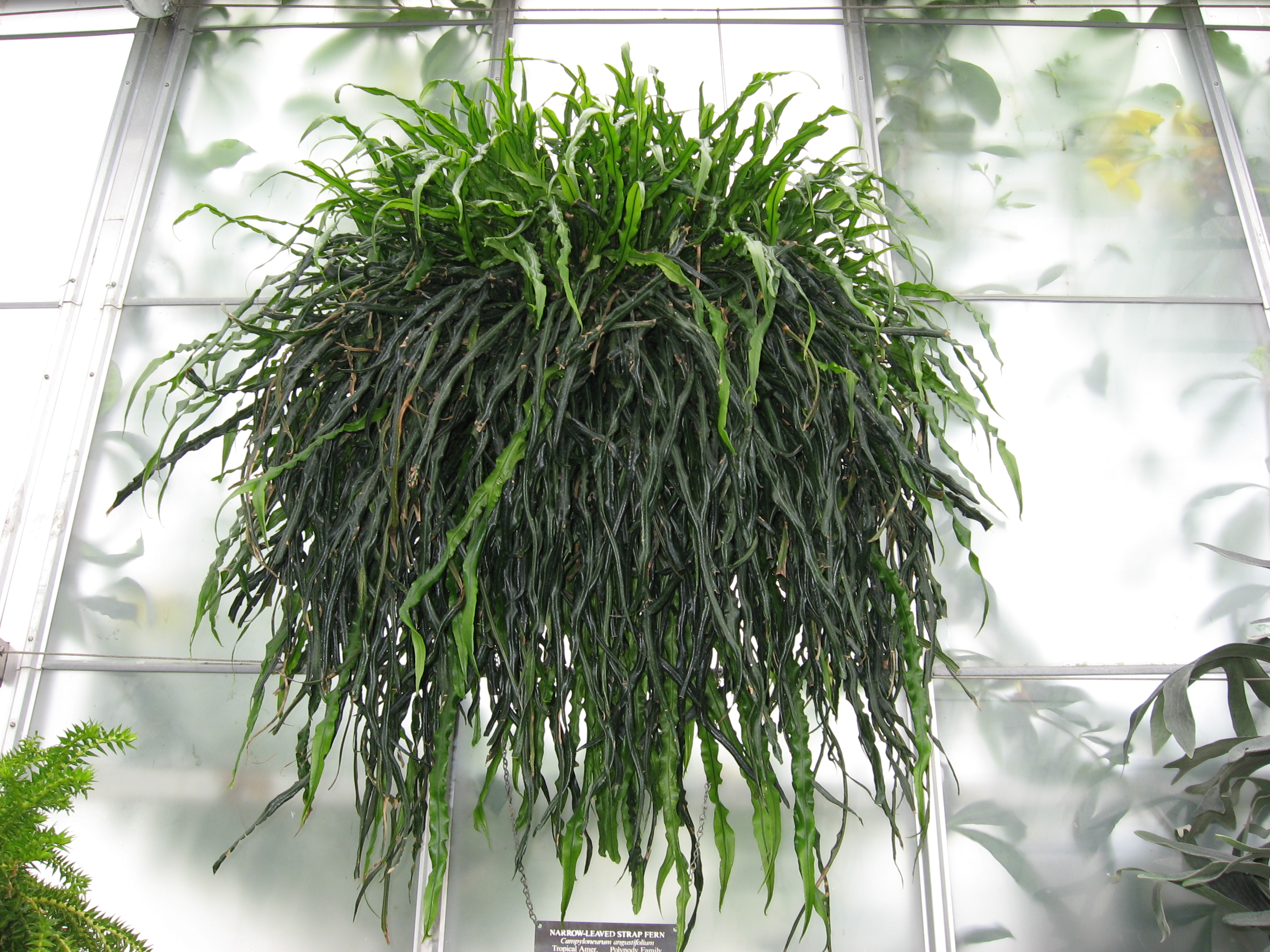
Campyloneurum Angustifolium

Espécies: Campyloneurum abruptum (Lindm.) B.León, Campyloneurum aglaolepis (Alston) de la Sota, Campyloneurum angustifolium (Sw.) Fée, Campyloneurum phanophlebium(Kunze) T.Moore, Campyloneurum atlanticum R.C. Moran & Labiak, Campyloneurum austrobrasilianum (Alston) de la Sota, Campyloneurum brevifolium (Link) Link, Campyloneurum centrobrasilianum Lellinger, Campyloneurum chlorolepis Alston, Campyloneurum coarctatum (Kunze) Fée, Campyloneurum crispum Fée, Campyloneurum decurrens (Raddi) C.Presl, Campyloneurum fallax Fée, Campyloneurum fuscosquamatum Lellinger, Campyloneurum herbaceum (Christ) Ching, Campyloneurum lapathifolium (Poir.) Ching, Campyloneurum minus Fée, Campyloneurum nitidum(Kaulf.) C.Presl, Campyloneurum ophiocaulon (Klotzsch) Fée, Campyloneurum phyllitidis (L.) C.Presl, Campyloneurum repens (Aubl.) C.Presl, Campyloneurum rigidum Sm., Campyloneurum serpentinum(Christ) Ching, Campyloneurum vulpinum (Lindm.) Ching, Campyloneurum wurdackii B.León

- Ceradenia L.E.Bishop

Espécies: Ceradenia albidula (Baker) L.E. Bishop, Ceradenia capillaris (Desv.) L.E.Bishop, Ceradenia glaziovii(Baker) Labiak, Ceradenia itatiaiensis Labiak & Condack,
Ceradenia jungermannioides (Klotzsch) L.E.Bishop, Ceradenia maackii Labiak & J.B.S. Pereira, Ceradenia pruinosa (Maxon) L.E.Bishop, Ceradenia spixiana (Mart. ex Mett.) L.E.Bishop, Ceradenia warmingii (C.Chr.) Labiak

- Cochlidium Kaulf.

- Enterosora Baker

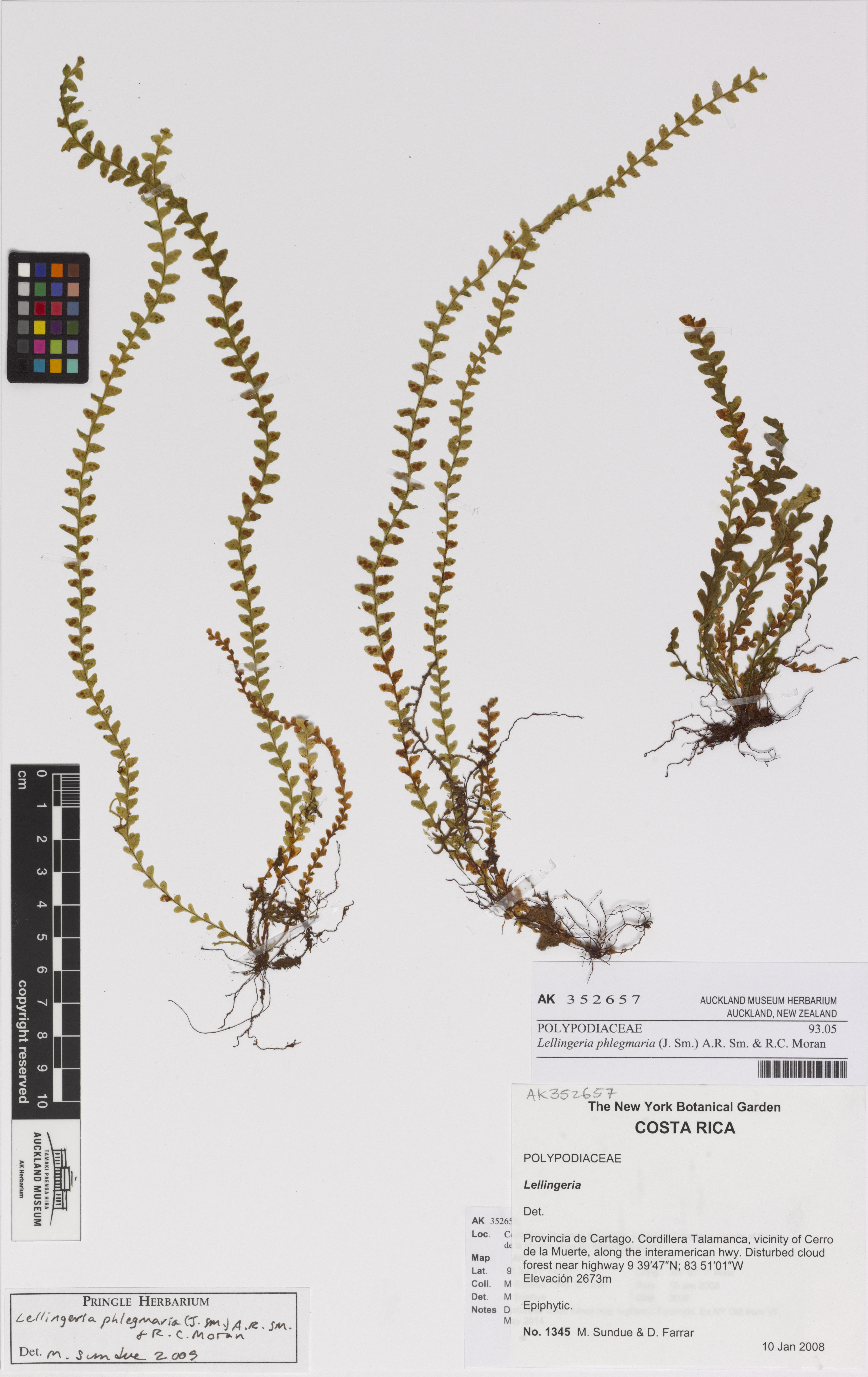
Exicata de Lellingeria phlegmaria

Espécies: Enterosora campbellii Baker, Enterosora parietina (Klotzsch) L.E.Bishop, Enterosora trichosora (Hook.) L.E.Bishop

- Grammitis Sw.

Espécies: Grammitis fluminensis Fée, Grammitis leptopoda(C.H.Wright) Copel., Grammitis marginella (Sw.) Sw., Grammitis peritimundi L.E.Bishop & A.R.Sm.

- Lellingeria A.R.Sm. & R.C.Moran

Espécies: Lellingeria apiculata (Kunze ex Klotzsch) A.R.Sm. & R.C.Moran, Lellingeria brasiliensis (Rosenst.) Labiak, Lellingeria brevistipes (Mett. ex Kuhn) A.R.Sm. & R.C.Moran, Lellingeria depressa (C.Chr.) A.R.Sm. & R.C.Moran, Lellingeria hirsuta A.R.Sm. & R.C.Moran, Lellingeria itatimensis (C.Chr.) A.R.Sm. & R.C.Moran, Lellingeria myosuroides (Sw.) .R.Sm. & R.C.Moran, Lellingeria suspensa (L.) A.R.Sm. & R.C.Moran, Lellingeria tamandarei (Rosenst.) A.R.Sm. & R.C.Moran
- Leucotrichum Labiak

Espécies: Leucotrichum organense (Gardner) Labiak, Leucotrichum schenckii (Hieron.) Labiak

- Melpomene A.R.Sm. & R.C.Moran

- Microgramma C.Presl

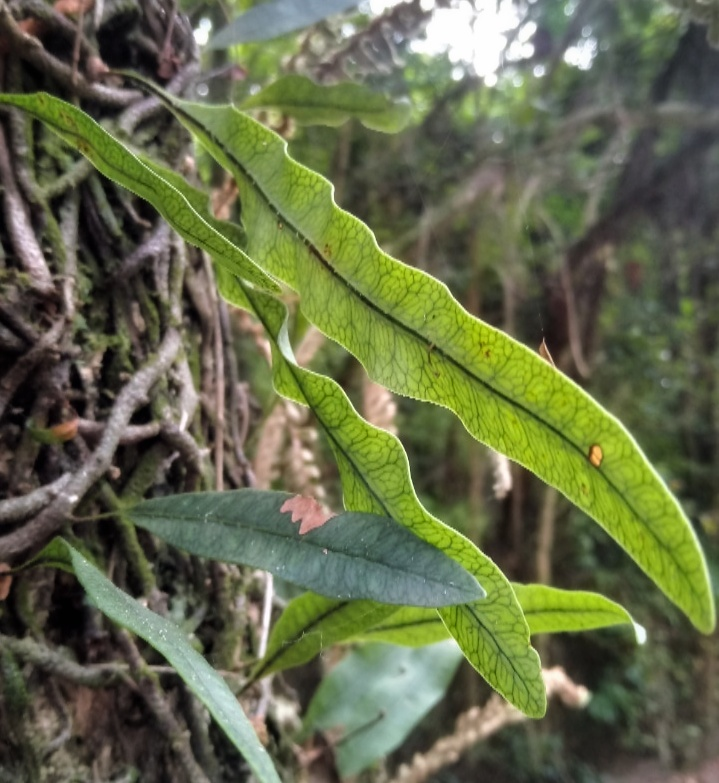
Microgramma sp.

Espécies: Microgramma baldwinii Brade, Microgramma bifrons (Hook.) Lellinger, Microgramma crispata (Fée) R.M.Tryon & A.F.Tryon, Microgramma dictyophylla (Kunze ex Mett.) de la Sota, Microgramma geminata (Schrad.) R.M.Tryon & A.F.Tryon, Microgramma lindbergii (Mett.) de la Sota, Microgramma lycopodioides (L.) Copel., Microgramma megalophylla (Desv.) de la Sota, Microgramma microsoroides Salino, T.E.Almeida & A.R.Sm., Microgramma nana (Liebm.) T.E.Almeida, Microgramma percussa (Cav.) de la Sota, Microgramma persicariifolia (Schrad.) C.Presl, Microgramma reptans (Cav.) A.R.Sm., Microgramma squamulosa (Kaulf.) de la Sota, Microgramma tecta(Kaulf.) Alston, Microgramma thurnii (Baker) R.M.Tryon, Microgramma tobagensis (C.Chr.) C.D.Adams & Baksh.-Com., Microgramma vacciniifolia (Langsd. & Fisch.) Copel.

- Moranopteris R.Y. Hirai & J. Prado

- Niphidium J.Sm.

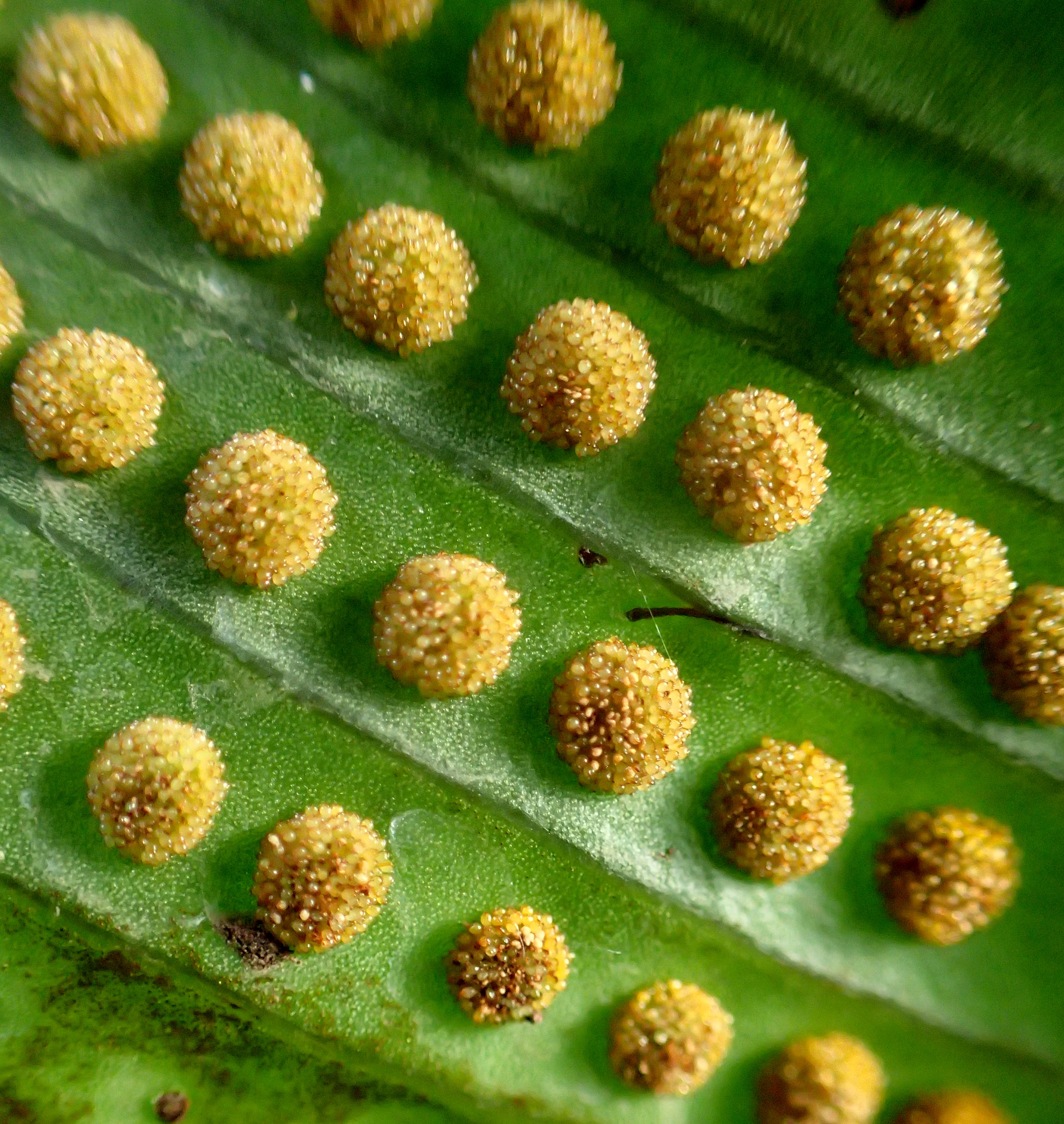
Soros de Niphidium crassifolium

Espécies: Niphidium crassifolium (L.) Lellinger, Niphidium rufosquamatum Lellinger

- Pecluma M.G.Price

Espécies: Pecluma camptophyllaria (Fée) M.G.Price, Pecluma chnoophora (Kunze) Salino & Costa Assis, Pecluma dispersa (A.M.Evans) M.G.Price, Pecluma dulce (Poir.) F.C. Assis & Salino, Pecluma filicula (Kaulf.) M.G.Price, Pecluma hoehnei (A.Samp.) Salino, Pecluma hygrometrica (Splitg.) M.G.Price, Pecluma imbeana (Brade) Salino, Pecluma insularis (Brade) Salino, Pecluma macedoi (Brade) M.Kessler & A.R.Sm., Pecluma paradiseae (Langsd. & Fisch.) M.G.Price, Pecluma pectinata (L.) M.G.Price, Pecluma pectinatiformis (Lindm.) M.G.Price, Pecluma pilosa (A.M.Evans) M.Kessler & A.R.Sm., Pecluma plumula (Willd.) M.G.Price, Pecluma ptilota (Kunze) M.G.Price, Pecluma recurvata (Kaulf.) M.G.Price, Pecluma robusta (Fée) M.Kessler & A.R.Sm., Pecluma sicca (Lindm.) M.G.Price, Pecluma singeri (de la Sota) M.G.Price, Pecluma truncorum (Lindm.) M.G.Price

- Phlebodium (R.Br.) J.Sm.

- Pleopeltis Humb.

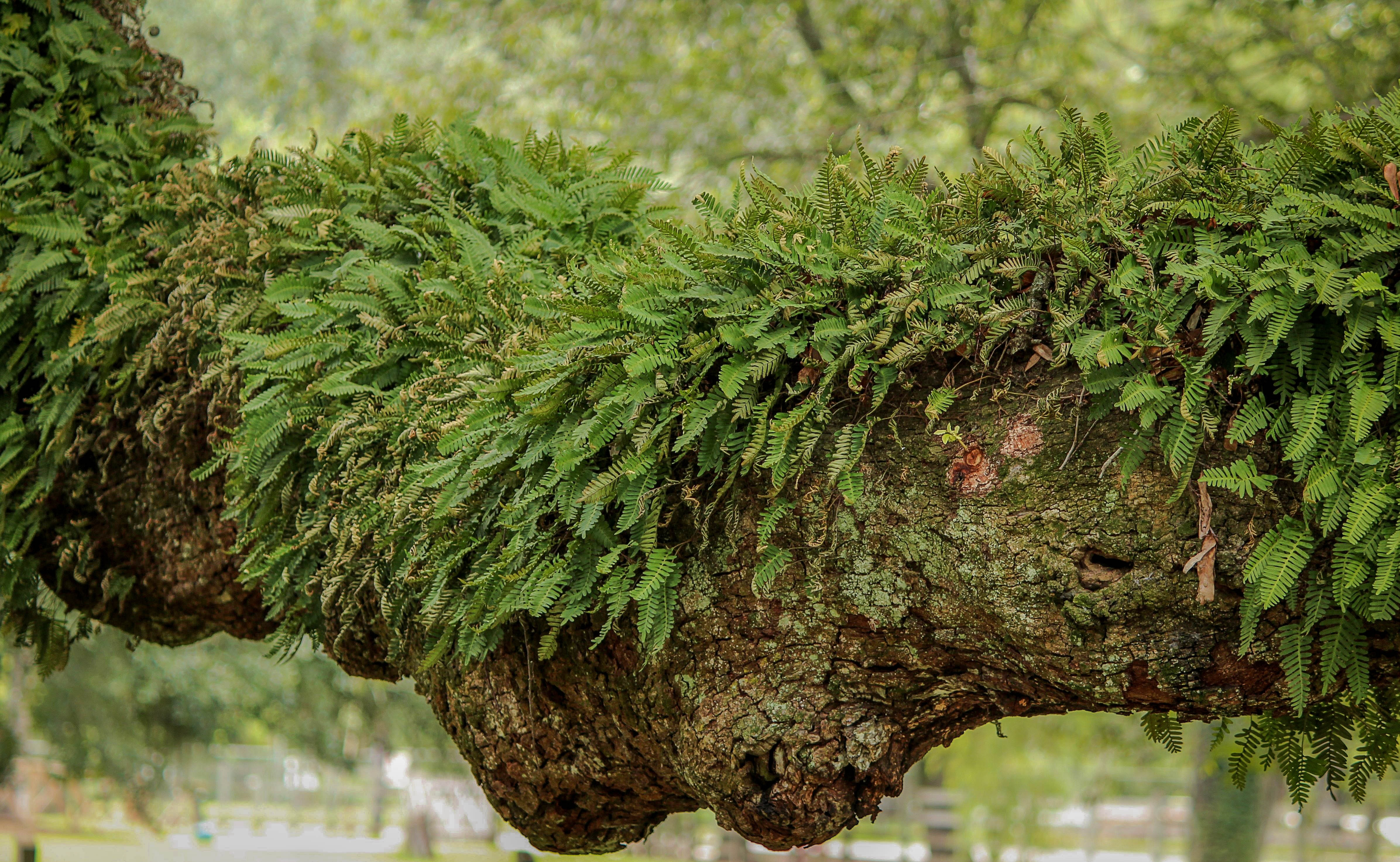
Epifitismo em Pleopeltis polypodioides

Espécies: Pleopeltis alborufula (Brade) Salino, Pleopeltis angusta Humb. & Bonpl. ex Willd., Pleopeltis astrolepis (Liebm.) E.Fourn., Pleopeltis aturensis (Maury) A.R.Sm., Pleopeltis bombycina (Maxon) A.R.Sm., Pleopeltis bradei (de la Sota) Salino, Pleopeltis desvauxii (Klotzsch) Salino, Pleopeltis furcata (L.) A.R.Sm., Pleopeltis gyroflexa (Christ) Schwartsb., Pleopeltis hirsutissima (Raddi) de la Sota, Pleopeltis lepidopteris (Langsd. & Fisch.) de la Sota, Pleopeltis macrocarpa (Bory ex Willd.) Kaulf., Pleopeltis minarum (Weath.) Salino, Pleopeltis minima (Bory) J. Prado & R.Y. Hirai, Pleopeltis monoides (Weath.) Salino, Pleopeltis pleopeltidis (Fée) de la Sota, Pleopeltis pleopeltifolia (Raddi) Alston, Pleopeltis polypodioides (L.) Andrews & Windham, Pleopeltis stolzei A.R.Sm., Pleopeltis trindadensis (Brade) Salino

- Polypodium L.

Espécies: Polypodium flagellare Christ, Polypodium piloselloides L.

- Serpocaulon A.R.Sm.

- Stenogrammitis Labiak

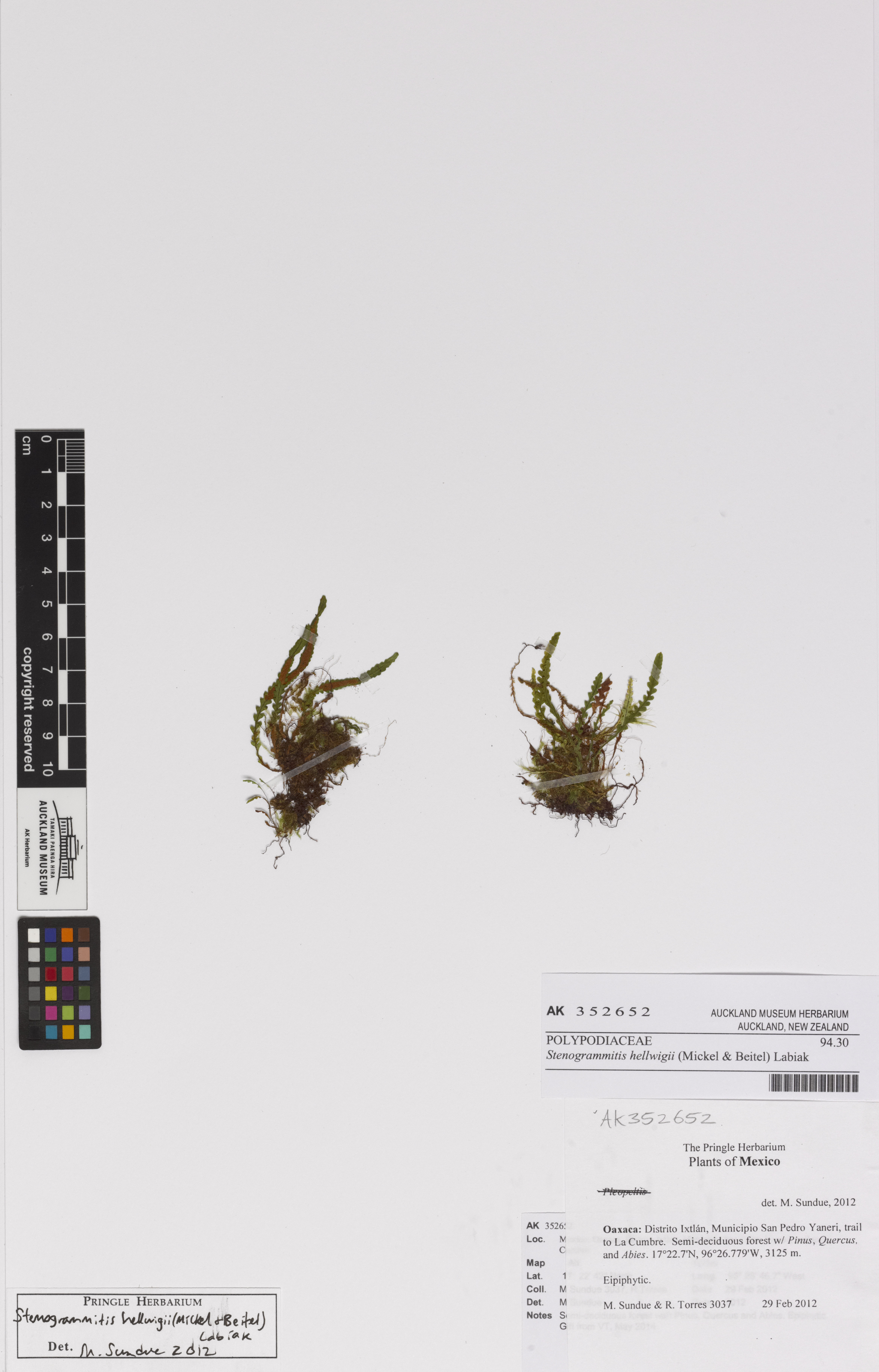
Exicata de Stenogrammitis hellwigii

Espécies: Stenogrammitis jamesonii (Hook.) Labiak, Stenogrammitis limula(H. Christ) Labiak, Stenogrammitis luetzelburgii (Rosenst.) Labiak, Stenogrammitis pumila (Labiak) Labiak, Stenogrammitis wittigiana (Fée & Glaziou) Labiak

- Terpsichore A.R.Sm.

Espécies: Terpsichore aspleniifolia (L.) A.R.Sm., Terpsichore chrysleri (Copel.) A.R.Sm., Terpsichore semihirsuta (Klotzsch) A.R.Sm., Terpsichore steyermarkii Labiak,
Terpsichore taxifolia (L.) A.R.Sm.

- Zygophlebia L.E.Bishop